# 파나이섬
파나이섬(Panay)은 필리핀 중부 비사야 제도에 있는 섬이다. 면적은 11,515 km2로, 필리핀에서 여섯 번째로 크다.
섬의 북쪽은 시부얀해와 롬블론 제도(롬블론주)가 있고, 토토로 해협을 사이에 두고 비콜 지방의 마스바테섬(마스바테주)이 있다. 시부얀 해와 마스바테섬 너머는 루손섬이 있다. 남서로는 술루해가 펼쳐져 있다. 또, 파나이섬 북단 1 km 앞바다에 있는 보라카이(아클란주)는 국제적인 리조트로 길이 4 km에 이르는 화이트 비치와 다이빙 명소로 유명하다.

## 지리
섬은 아클란주, 안티케주, 카피스주, 일로일로주 네 개의 주로 나뉘어 모두 서비사야 지방에 속해 있다. 섬 최대의 도시 일로일로시는 서비사야 지방의 중심 도시이기도 하다. 또한 2,000 m를 넘는 고봉 ‘미자야스산’(Madjaas)이 우뚝 솟아 있다.
파나이섬은 민도로섬의 남쪽에 위치한 네그로스섬에서 기마라스 해협을 사이에 두고 북서쪽 위치에 있다. 네그로스섬 사이에는 기마라스섬(기마라스주)가 있다.

## 언어
파나이섬의 주요 언어는 비사야어의 일종인 이롱고어이다.

## 종교
대부분의 섬 사람은 기독교(로마 가톨릭교회)를 믿는다.

## 산업

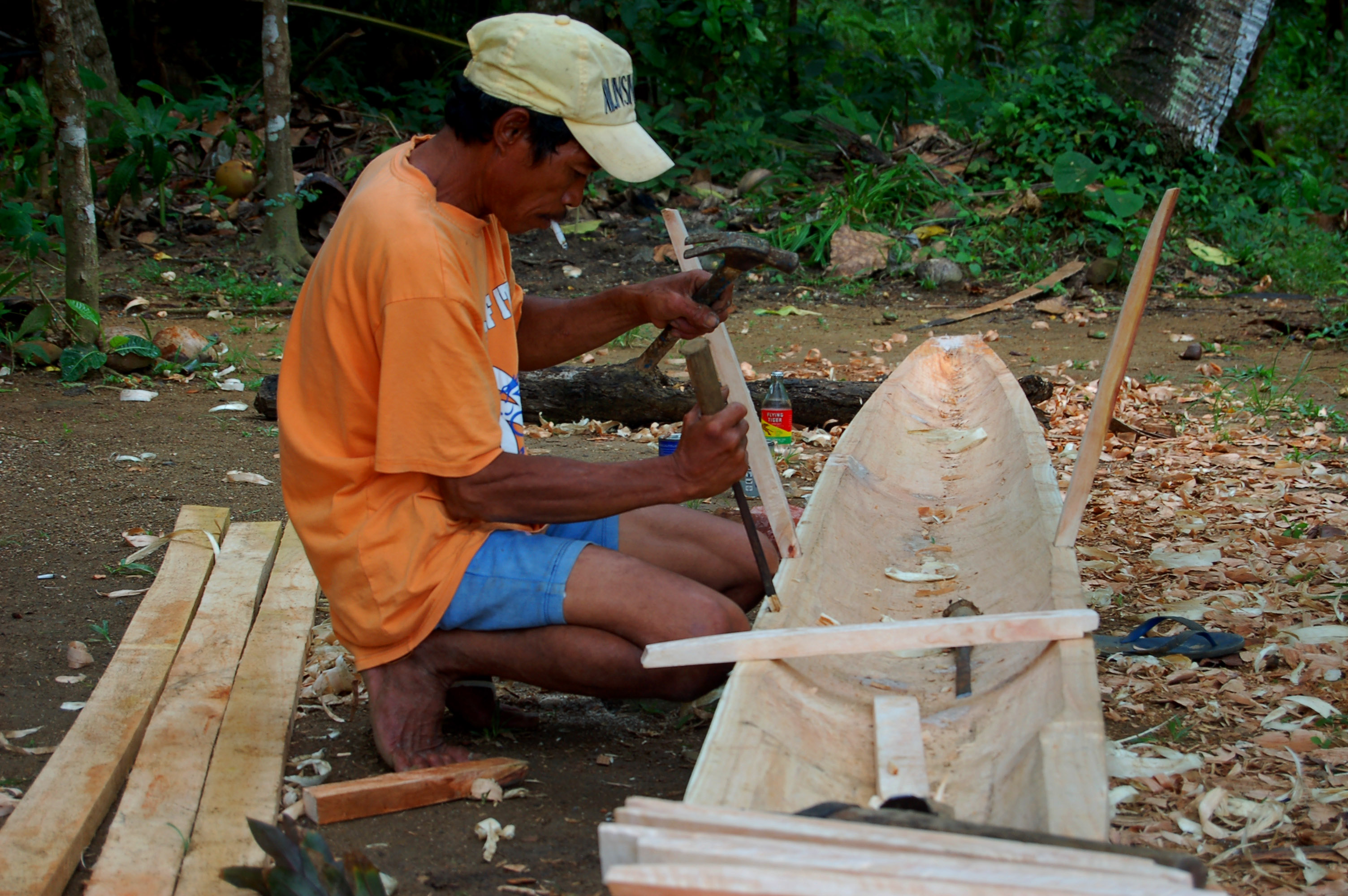
전통적인 방법으로 보트를 만드는 파나이 어부

섬의 주요 산업은 쌀, 설탕, 어업 등이다.

## 인구
| 연도 | 인구      | ±%     |
| ---- | --------- | ------ |
| 1903 | 747,452   | —      |
| 1918 | 923,443   | +23.5% |
| 1939 | 1,310,174 | +41.9% |
| 1948 | 1,451,062 | +10.8% |
| 1960 | 1,688,422 | +16.4% |
| 1970 | 2,041,530 | +20.9% |
| 1975 | 2,276,083 | +11.5% |
| 1980 | 2,502,932 | +10.0% |

| 연도 | 인구      | ±%     |
| ---- | --------- | ------ |
| 1990 | 3,018,435 | +20.6% |
| 1995 | 3,216,282 | +6.6%  |
| 2000 | 3,503,865 | +8.9%  |
| 2007 | 3,822,639 | +9.1%  |
| 2010 | 4,031,636 | +5.5%  |
| 2015 | 4,302,634 | +6.7%  |
| 2020 | 4,542,926 | +5.6%  |

## 역사
스페인 식민지 시대 이전에는 아클란의 일부였던 카피스도 가장 초기 정착 말레이인들이 있었으며, 스페인의 필리핀 내항 수세기 전부터 말레이인들이 살고 있었다.
그들이 보르네오를 떠나 이 곳에 도착한 것을 축하하는 축제가 파나이섬 북부의 아클란주 칼리보에서 열리고 있는 〈아티 아티한 축제〉(Ati - Atihan Festival)이다. 이것은 원래 수확의 신 산토니뇨(아기 예수)를 위한 축제이지만, 보르네오 사람을 위해 산으로 옮긴 아에타족을 기념하여 사람들은 몸을 새까맣게 칠하고, 드럼과 음악을 연주하며 마을을 행진한다.
미겔 로페스 데 레가스피가 이끄는 스페인인들은 1569년 세부섬에서 파나이섬에 도착하여 문신을 한 주민을 보았기 때문에 이 섬을 "이슬라 데 로스 핀타도스"(Isla de los Pintados, 그려진 사람들의 섬)라고 불렀다. 이 섬의 이름이 어떻게 파나이 섬으로 바뀌었는 지는 잘 알려져 있지 않다. 아에타 사람은 이 섬을 많이 자생하는 식물의 이름을 ‘아니니파이’(Aninipay)라고 부르고 있었던 것이 섬 이름의 주요 논제가 되고 있다. 또한 섬의 이야기에서는 레가스미와 부하들이 식량을 찾아 나갔다가 “판 하이 엥 에스타 이슬라”(Pan hay en esta isla!)라고 외쳤다고 한다. 그래서 그들은 파나이섬 바니카강 하구(현재 카피스주)에 세운 최초의 식민지를 〈판 아이〉(Pan-ay, 카피스주의 주도 로하스 옆의 파나시)라고 명명했다고 한다.
판아이는 세부섬의 산미겔(현재 세부시)에 이어 필리핀 제 2의 스페인 정착지가 되었다.

## 전설

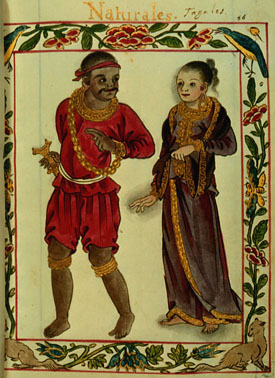
마라그타스의 표지

파나이섬은 유명한 전설 마라그타스(Maragtas)가 있던 곳이다. 보르네오의 폭정 때문에 말레이계 영주들과 백성이 바다를 건너 파나이섬에 도착했고, 비사야 제도 사람의 조상이 된 것으로 알려져 있다. 제2차 세계대전 후, 민족주의가 높아졌을 때 마라그타스는 스페인 식민 이전 필리핀의 기원을 설명하는 이야기로 교과서에서도 실렸다. 그러나 이 전설은 페드로 ‘알칸타라 몬테크라로’가 1907년에 노인에서 들은 이야기를 출판한 이야기를 근거로 한 것으로 정확한 사실이 아니다.
페드로 알칸타라 몬테크라로의 책 '마라그타스'에 언급되어 있는 민간 전설에 따르면, 보르네오의 10명의 영주(다투, datu)가 현재 엘로엘로 산 호아킨 마을(San Joaquin)에 도착했다고 한다. 그들은 네그리토계의 원주민 아에타 족(Aeta)의 왕 마리 크드로부터 파나이섬의 저지대 땅을 황금 모자, 황금 목걸이 등을 주고 사서 땅을 경작하고 섬을 "미자야스"(Madya-as)로 개명했다고 한다. 그들은 섬을 3개의 공동체 이롱이롱(Irong - irong → 일로일로주), 아케안(Akean → 아클란주), 함틱(Hamtik)으로 나누었다고 한다. 이것이 현재의 주 이름의 바탕이 되고 있다.

## 같이 보기
- 파나이호 사건: 파나이섬은 미국 해군 함선의 이름이기도 하다. 〈파나이호〉(USS Panay)라는 이름을 가진 선박은 몇 개가 있었지만, 그 중 가장 유명한 배는 1937년 12월 함락 직후의 난징 인근 장강에서 일본 해군 군용기에 침몰된 포함 파나이호이다.